# Вилхелм Франц фон Хабсбург-Лотарингия
Вилхелм Франц фон Хабсбург-Лотарингия (на немски: Wilhelm Franz Karl von Habsburg-Lothringen) от династията Хабсбург-Лотарингия е австро-унгарски ерцхерцог и фелдмаршал и петдесет и седмият Велик магистър на рицарите от Тевтонския орден (1863–1894).